# رودلف لوتز
رودلف لوتز هو موزع وملحن وعازف بيانو سويسري، ولد في 1951.

## وصلات خارجية
- الموقع الرسمي
- رودلف لوتز على موقع IMDb (الإنجليزية)
- رودلف لوتز على موقع ميوزك برينز (الإنجليزية)
- رودلف لوتز على موقع ديسكوغز (الإنجليزية)